# Wild Thing/Just Can't Cry Anymore
Wild Thing/Just Can't Cry Anymore è il singolo di debutto dei Wild Ones.

## Tracce
Lato A
Testi e musiche di Chip Taylor.
1. Wild Thing – 2:33

Lato B
Testi e musiche di Mann Curtis, Michel Deborah.
1. Just Can't Cry Anymore (I'm All Cried Out) – 2:45